# Volodîmîrivka (Ocna), Bârzula
Volodîmîrivka (în ucraineană Володимирівка) este un sat în comuna Ocna din raionul Bârzula, regiunea Odesa, Ucraina.

## Demografie
Componența lingvistică a localității Volodîmîrivka
     Ucraineană (79,28%)
     Română (13,55%)
     Rusă (7,17%)
Conform recensământului din 2001, majoritatea populației localității Volodîmîrivka era vorbitoare de ucraineană (79,28%), existând în minoritate și vorbitori de română (13,55%) și rusă (7,17%).